# Bánfi János (labdarúgó)
Bánfi János (Újkígyós, 1969. november 11. –) válogatott labdarúgó, hátvéd.

## Pályafutása

### Klubcsapatban
1982-ben a Békéscsaba csapatában kezdte a labdarúgást, ahol 1987-ben mutatkozott be az élvonalban. 1988-ban tagja volt a magyar kupa győztes csapatnak. 1989 és 1992 között a Bp. Honvéd labdarúgója volt. 1990–91-ben bajnokságot nyert az együttessel. Az 1992–93-as idényben a Vác FC-Samsung-ban szerepelt, majd visszatért Kispestre, ahol 1995 végéig játszott. 1996-tól a belga Aalst csapatában szerepelt.

### A válogatottban
1992 és 1997 között 25 alkalommal szerepelt a válogatottban. Utolsó mérkőzése az a jugoszlávok elleni 7–1-es vereséggel végződő vb-pótselejtező volt az Üllői úton.

## Sikerei, díjai
- Magyar bajnokság
  - bajnok: 1990–91
  - 2.: 1992–93, 1993–94
  - 3.: 1991–92
- Magyar kupa (MNK)
  - győztes: 1988

## Statisztika

### Mérkőzései a válogatottban
| Magyarország | Magyarország        | Magyarország                | Magyarország | Magyarország | Magyarország | Magyarország | Magyarország | Magyarország |
| #            | Dátum               | Helyszín                    | Hazai        | Eredmény     | Vendég       | Kiírás       | Gólok        | Esemény      |
| ------------ | ------------------- | --------------------------- | ------------ | ------------ | ------------ | ------------ | ------------ | ------------ |
| 1.           | 1992. október 11.   | Doha                        | Katar        | 1 – 4        | Magyarország | barátságos   | -            |              |
| 2.           | 1992. október 13.   | Doha                        | Katar        | 1 – 1        | Magyarország | barátságos   | -            |              |
| 3.           | 1993. április 15.   | Budapest, Népstadion        | Magyarország | 0 – 2        | Svédország   | barátságos   | -            | 80'          |
| 4.           | 1993. április 28.   | Moszkva, Luzsnyiki Stadion  | Oroszország  | 3 – 0        | Magyarország | vb-selejtező | -            | 76'          |
| 5.           | 1993. május 29.     | Dublin, Lansdowne Road      | Írország     | 2 – 4        | Magyarország | barátságos   | -            | 46'          |
| 6.           | 1993. szeptember 8. | Budapest, Üllői úti Stadion | Magyarország | 1 – 3        | Oroszország  | vb-selejtező | -            |              |
| 7.           | 1993. október 27.   | Budapest, Üllői úti Stadion | Magyarország | 1 – 0        | Luxemburg    | vb-selejtező | -            |              |
| 8.           | 1994. március 9.    | Budapest, Népstadion        | Magyarország | 1 – 2        | Svájc        | barátságos   | -            | 46'          |
| 9.           | 1994. szeptember 7. | Budapest, Népstadion        | Magyarország | 2 – 2        | Törökország  | Eb-selejtező | -            | 62'          |
| 10.          | 1994. október 12.   | Budapest, Népstadion        | Magyarország | 0 – 0        | Németország  | barátságos   | -            | 46'          |
| 11.          | 1994. november 16.  | Stockholm, Råsunda Stadion  | Svédország   | 2 – 0        | Magyarország | Eb-selejtező | -            |              |
| 12.          | 1994. december 14.  | Mexikóváros, Azték-stadion  | Mexikó       | 5 – 1        | Magyarország | barátságos   | -            |              |
| 13.          | 1995. március 8.    | Budapest, Fáy utcai Stadion | Magyarország | 3 – 1        | Lettország   | barátságos   | -            | 64'          |
| 14.          | 1995. augusztus 16. | Siófok                      | Magyarország | 0 – 2        | Izrael       | barátságos   | -            | 55'          |
| 15.          | 1995. november 11.  | Budapest, Fáy utcai Stadion | Magyarország | 1 – 0        | Izland       | Eb-selejtező | -            |              |
| 16.          | 1996. április 24.   | Budapest, Népstadion        | Magyarország | 0 – 2        | Ausztria     | barátságos   | -            | 79'          |
| 17.          | 1996. május 18.     | London, Wembley Stadion     | Anglia       | 3 – 0        | Magyarország | barátságos   | -            |              |
| 18.          | 1996. június 1.     | Budapest, Népstadion        | Magyarország | 0 – 2        | Olaszország  | barátságos   | -            |              |
| 19.          | 1996. október 9.    | Oslo                        | Norvégia     | 3 – 0        | Magyarország | vb-selejtező | -            |              |
| 20.          | 1996. november 10.  | Bakı                        | Azerbajdzsán | 0 – 3        | Magyarország | vb-selejtező | -            |              |
| 21.          | 1997. március 19.   | Valletta                    | Málta        | 1 – 4        | Magyarország | barátságos   | -            |              |
| 22.          | 1997. április 2.    | Budapest, Népstadion        | Magyarország | 1 – 3        | Ausztrália   | barátságos   | -            |              |
| 23.          | 1997. április 30.   | Zürich                      | Svájc        | 1 – 0        | Magyarország | vb-selejtező | -            |              |
| 24.          | 1997. június 8.     | Budapest, Népstadion        | Magyarország | 1 – 1        | Norvégia     | vb-selejtező | -            |              |
| 25.          | 1997. október 29.   | Budapest, Üllői úti Stadion | Magyarország | 1 – 7        | Jugoszlávia  | vb-selejtező | -            |              |
|              | Összesen            |                             |              | 25           | mérkőzés     |              | 0            | gól          |